# Antics
Antics (Matador, 2004) is het tweede album van de uit New York afkomstige band Interpol. Het album is iets lichter van toon en toegankelijker dan zijn voorganger Turn on the Bright Lights en vergrootte de bekendheid van de band. Veel critici prezen het album. De singles waren Slow Hands, Evil en C'mere. Song Seven (dat eerder was verschenen op de Precitipate EP) en enkele remixes werden als bonustracks voor de Japanse versies en als B-sides gebruikt. Vier remixes die door de bandleden zelf zijn gemaakt, zijn gebundeld op de remix-ep. Evenals Song Seven, is het liedje A Time to Be So Small ook een oud liedje dat eerder op de Precipitate EP was verschenen. De versies van Song Seven en A Time to Be So Small voor Antics zijn anders dan de versies op de Precipitate EP. 

## Tracklist
1. "Next Exit" – 3:20
2. "Evil" – 3:35
3. "NARC" – 4:07
4. "Take You on a Cruise" – 4:54
5. "Slow Hands" – 3:04
6. "Not Even Jail" – 5:46
7. "Public Pervert" – 4:40
8. "C'mere" – 3:11
9. "Length of Love" – 4:06
10. "A Time to Be So Small" – 4:50

## Remixes
- Slow Hands (Britt Daniel remix)
- Slow Hands (Dan the Automator remix)
- Narc (Paul Banks remix)
- Length of Love (Fog (Samuel Fogarino) vs "Mould" remix)
- Public Pervert (Carlos D. remix)
- Not even Jail (Daniel Kessler remix)